# Traitements de l'arthrose cervicale
 (mai 2017).
Si vous disposez d'ouvrages ou d'articles de référence ou si vous connaissez des sites web de qualité traitant du thème abordé ici, merci de compléter l'article en donnant les références utiles à sa vérifiabilité et en les liant à la section « Notes et références ».
 (mai 2017).
L’arthrose est une maladie fréquente qui atteint pratiquement toutes les articulations, notamment les articulations intervertébrales de la colonne vertébrale. 
Elle se caractérise à ce niveau par la destruction progressive des disques séparant les vertèbres, et la formation de proliférations osseuses (les ostéophyte), parfois de déformations vertébrales qui réduisent progressivement le diamètre utile du canal rachidien par où passent la moelle cervicale et les racines nerveuses destinées aux membres supérieurs.
L’arthrose spécifique au rachis (vertèbres et disques intervertébraux) se nomme spondylose.
L’arthrose cervicale entraîne des symptômes souvent gênants : des cervicalgies, des raideurs de nuque, des névralgies, des brûlures ou sensation de crissement dans le cou, un engourdissement au niveau du membre supérieur (entre l’épaule et les doigts), des migraines vers l’arrière de la tête, parfois des vertiges et des problèmes de déglutition.
L'arthrose cervicale est fréquente chez les personnes de plus de 50 ans. C'est une pathologie chronique avec des épisodes aigus. Il n'existe donc pas de traitements permettant de guérir directement de l'arthrose mais le but est d'agir sur les symptômes et de limiter la destruction du cartilage.  

## Traitement de l'arthrose en phase aiguë
Il concerne principalement la prise en charge des cervicalgies aigües et des torticolis causés par l'arthrose.

### Traitements médicamenteux et dispositifs médicaux
Ce type de traitement est favorisé avant d’avoir recourt à la chirurgie. 
- Les anti-inflammatoires non-stéroïdiens (AINS) : leur efficacité dans le traitement d’une faible douleur a été montrée, bien qu’aucun essai clinique n’ait été réalisé. Ils possèdent 4 propriétés : antalgique, anti-inflammatoire, antipyrétique et inhibiteur des fonctions plaquettaires. Leur rôle est de réduire l’inflammation autour du nerf en diminuant sa sensibilité à la compression. Ils empêchent la synthèse de prostaglandines grâce à l’inhibition des cyclooxygénases.

Ils peuvent entraîner des effets indésirables, particulièrement cardiovasculaires et gastro-intestinaux, ce qui explique la volonté de la Food and Drug Administration de réduire leur utilisation depuis 2005. Ils sont contre-indiqués en cas de grossesse, d’ulcère gastroduodénal évolutif, d’insuffisance rénale ou hépatocellulaire sévère, d’insuffisance cardiaque sévère, d’antécédent de saignement ou de perforation digestive lors de la prise d’AINS, d’antécédents d’ulcères peptiques ou d’hémorragie récurrente.
- Les antalgiques de types I et II traitent les douleurs selon deux modes d’action, le premier avec une action périphérique sur la douleur articulaire et la deuxième agissant en amont, au niveau central[3].

Leur effet exclusivement symptomatique n’est pas efficace sur le gonflement articulaire. On trouve parmi eux le paracétamol par exemple. Les antalgiques opioïdes (de pallier II) ont une utilisation qui a été limitée à cause de leur inefficacité concernant la douleur neuropathique. Pourtant, dans le traitement de la spondylose cervicale, les oxytocynes sont opérantes. On peut citer le Tramadol et la codéine notamment. 
- Les décontractants musculaires : efficaces concernant le trapèze qui a une action directe sur les vertèbres cervicales. Néanmoins leur action est de courte durée (2 semaines).
- Les corticostéroïdes.
- Les anti-arthrosiques symptomatiques d’action lente (AASAL) se composent de plusieurs principes actifs aux indications différentes. Tous ont un effet différé sur la douleur et la gêne fonctionnelle liée à l’arthrose. Ils peuvent être associés à un antalgique ou un anti-inflammatoire en début de traitement. Leur action persiste jusqu’à 4 à 6 semaines après l’arrêt du traitement, permettant ainsi de réduire la prise d’antalgiques.
- Pommades et gels anti-inflammatoires peuvent être appliqués localement au niveau des articulations en cas de douleurs. Attention toutefois, ces ils sont irritants et photosensibles. Ces produits appartiennent aux traitements locaux.
- L'immobilisation par un collier en mousse adapté à la morphologie du patient dont l'utilisation doit être limitée dans le temps lors de la phase aiguë. Le but est de limiter les amplitudes articulaires.

## Traitement de l'arthrose en phase chronique

### Traitements chirurgicaux
- Une fixation trans-articulaire à l’aide de vis peut être pratiquée : au niveau de l’articulation entre C1 (Atlas) et C2 (Axis), les facettes articulaires de ces deux vertèbres peuvent être fusionnées afin de soulager les douleurs cervicales. De plus, ce traitement a un taux assez bas de complications graves[4].
- La laminoplastie et la laminectomie sont utilisées pour décompresser la moelle cervicale. La laminectomie consiste à retirer les lames vertébrales (à la partie postérieure de la vertèbre), afin d’élargir le canal vertébral dans lequel passe la moelle épinière. En effet, si le canal est trop étroit, il y a un risque de compression de la moelle et donc des conséquences neurologiques probables.

Mais comme la suppression des lames peut créer une instabilité (responsable de douleurs nucales), certains neurochirurgiens replacent les morceaux d’os et les fixent avec des vis et des plaques dans la position où le canal rachidien sera plus grand. Souvent, la laminoplastie est choisie plutôt que la laminectomie comme méthode de décompression de la moelle épinière.
L’intervention peut se réaliser par voie antérieure ou postérieure. Un avantage de l’abord par voie antérieure est que le chirurgien n’a pas à manipuler la moelle spinale pendant l’intervention. Cependant, en cas de hernie ou d’un canal cervical très étroit par exemple, il faut libérer largement le système nerveux, ce qui va nécessiter une chirurgie par voie postérieure.
Attention tout de même, concernant la soudure de deux vertèbres : la consolidation osseuse peut être compromise en cas de diabète et de tabagisme, et conduire à une absence de soudure (pseudarthrose) qui peut nécessiter une nouvelle intervention en vue de parfaire cette consolidation.

### Traitements locaux
Les infiltrations intra-articulaires cortisoniques ont plusieurs effets bénéfiques, sur les plans cliniques, radiologiques, mais aussi histologiques (amélioration du cartilage) qui subsistent 1 à 2 mois. Ils interviennent en cas d’échec des traitements médicaux bien conduits. Leur mode d’action consisterait à inhiber les enzymes responsables de la destruction du cartilage et de l’inflammation du liquide synovial,,,.
Ce mode de traitement est contre-indiqué en cas d’infection, d’ostéonécrose, d’allergie, d’immunosuppression et de troubles majeurs de la coagulation.

### Traitements de kinésithérapies
Le kinésithérapeute joue un rôle important dans le traitement des symptômes de l'arthrose cervicale.
Tout d'abord, il consiste à soulager les douleurs du patient. Le kinésithérapeute effectue des massages sur les muscles, permettant une détente musculaire. Le muscle le plus souvent contracturé est le muscle trapèze. Sa tension provoque des douleurs au niveau de la nuque et des épaules et peut entrainer une perte de mobilité du cou à cause de la douleur ressentie et de la tension du muscle.   
Le kinésithérapeute cherche également à retrouver une mobilité cervicale fonctionnelle. Il s'agit de travailler sur l'amplitude articulaire des articulations touchées par l'arthrose. Il faut éviter que les articulations ne se figent entre elles. Le praticien réalise des mobilisations passives afin d'améliorer ou de maintenir cette amplitude. Il effectue des mouvements de rotations du rachis cervical, de flexion, d'extension ou encore d'inclinaison. Le nombre de répétitions dépend de la tolérance du patient. Le patient a également un rôle à jouer et doit faire des exercices d'étirement pour travailler sur l'amplitude. 
De plus, il faut renforcer les muscles qui agissent sur la mobilité cervicale. Une rééducation musculaire permet de stabiliser les articulations et de lutter contre les déformations. Elle doit s'effectuer en tenant compte des deux rôles principaux du rachis cervical. Le premier rôle est statique et permet le tonus de posture, le maintien de la tête tout au long de la journée. Les exercices sont tournés vers un travail de l'endurance. Le second rôle est dynamique et permet la mobilité du rachis cervical.  
Le kinésithérapeute a un rôle très important dans l'éducation du patient. Celui-ci doit prendre conscience de la bonne position à adopter. C'est une étape à ne pas négliger car elle permet de prévenir des douleurs cervicales qui peuvent être provoquées par une mauvaise position.  
Enfin, il faut conseiller le patient. Souffrant d'arthrose cervicale, il doit éviter de porter des charges lourdes. Pendant son sommeil, il est conseillé  d'utiliser un oreiller adapté afin de garder un alignement de la tête avec le corps. Le kinésithérapeute doit se renseigner sur les activités professionnelles de son patient  d'aménager son poste de travail et le conseiller sur les postures à adopter (devant un ordinateur par exemple). Il donne des exercices à effectuer chez soi : c'est une étape à ne pas négliger car un entrainement personnel régulier du patient fait également partie de la rééducation. Les activités sportives  ne doivent pas être désagréables et contraignantes pour le rachis cervical.

### Autres traitements physiques
- Thermothérapie : Il s'agit d'utiliser un moyen physique, la chaleur, pour obtenir un effet thérapeutique. Elle agit sur la décontraction des muscles, l'amélioration de leur élasticité ou l'apaisement des douleurs articulaires. Le chaud a également un effet vasodilatateur et permet ainsi de faciliter la circulation sanguine et de régénérer les tissus.
- Cryothérapie : Le froid permet d'anesthésier la zone en diminuant la réponse musculaire. Il ralentit le flux sanguin et limite la production d'enzymes impliquées dans le processus inflammatoire. Il a un rôle analgésiant et est un bon anti-inflammatoire
- Crénothérapie (cure thermale) : Elle correspond à l'utilisation des eaux thermales et minérales sur leur lieu d'émergence à des fins thérapeutiques. Elle consiste à soulager les douleurs, apaiser les contractures au niveau du cou grâce aux différentes techniques : bains de boue, massages, kinésithérapie en piscine d'eau thermale.
- Ultrasonothérapie : Elle a un effet thermique anti-inflammatoire sur les tissus musculaires, osseux, cartilagineux et cutanés. Les ultrasons agissent en profondeur et entrainent une augmentation du métabolisme. Ils apaisent également les douleurs et ont donc un effet antalgique.